# معبد کهی
معبد کِهی (انگلیسی: Kehi Shrine) یک معبد شینتویی است که در شهر تسوروگا، فوکوئی، استان فوکوئی قرار گرفته است. توری‌ئی این معبد یکی از بزرگترین توری‌ئی ها در ژاپن است. بیشتر ساختمان‌های معبد کهی در طول جنگ جهانی دوم در حملات هوایی ویران شدند؛ بنابراین ساختمان اصلی معبد فعلی پس از جنگ در سال ١٩۵۰ میلادی بازسازی و مرمت شد. دروازه توری بزرگی که از حمله هوایی جان سالم به در برد، با رنگ سرخابی، رنگ آمیزی شده که به عنوان یکی از سه دروازه اصلی چوبی توری ژاپن به شمار می رود.

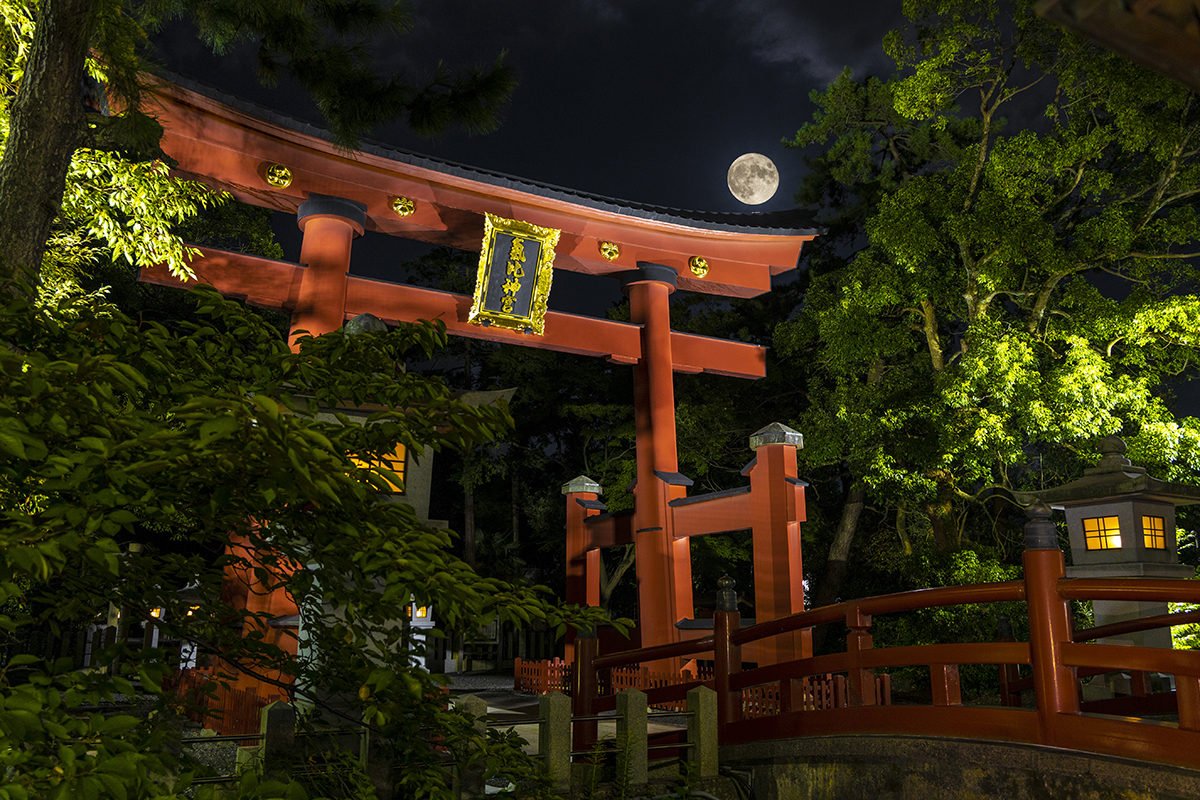
تصویری از معبد کهی در شب